# 양양소방서
양양소방서(襄陽消防署, Yangyang Fire Station)은 강원특별자치도 양양군을 관할하는 강원특별자치도 소방본부 산하의 소방서이다.
소방서장은 소방정으로 보한다.

## 조직
| - 소방행정과 - 소방행정계 - 예산장비계 | - 방호구조과 - 방호조사계 - 예방계 - 구조구급계 - 구조진압계 |

## 관할센터 및 관할구역
양양소방서는 3개 안전센터와 1개 구조대를 산하에 두고 있다.
| 명칭                 | 사진 | 주소                    | 관할구역             | 지역대 |
| -------------------- | ---- | ----------------------- | -------------------- | ------ |
| 양양119안전센터      |      | 양양읍 남대천로 33      | 양양읍, 손양면, 서면 |        |
| 현남북119안전센터    |      | 현북면 동해대로 1155-33 | 현남면, 현북면       |        |
| 강현119안전센터      |      | 강현면 장산1길 26       | 강현면               |        |
| 양양소방서 119구조대 |      | 양양읍 남대천로 33      | 양양군               |        |

## 같이 보기
- 대한민국 소방청
- 대한민국의 소방
- 소방관 계급